# Samuel Butcher (évêque)
Pour les articles homonymes, voir Samuel Butcher et Butcher.
Samuel Butcher (9 octobre 1811 – 29 juillet 1876) est un évêque de l'Église anglicane irlandaise au XIXe siècle,.
Il était le fils de Samuel Butcher, un commandant de marine reconnu. Il fut professeur de théologie au Trinity College de Dublin de 1852 à 1866, année où il fut nommé évêque de Meath.
Il se suicida en 1876,. L'enquête conclut qu'il avait été victime d'un épisode de folie passagère due à la fièvre.
Son ouvrage posthume, The Ecclesiastical Calendar (1877), contient l'exposé et l'explication de la meilleure méthode connue de calcul de la date de Pâques, publiée l'année précédente, de façon anonyme, dans la revue Nature et appelée depuis algorithme de Butcher.

## Œuvres
- The Ecclesiastical Calendar: Its theory and construction, Dublin, 1877. Publication posthume de ses fils Samuel Henry Butcher et John George Butcher. Fac-simile sur Google Books.